# Boskalis
Boskalis（英語：Royal Boskalis Westminster N.V.）是一家位於荷蘭的疏浚和重型起重機公司，在國際範圍內提供與海洋基礎設施的建設和維護有關的服務。該公司擁有世界上最大的疏浚船隊之一。其持有大量Smit International之股份，並擁有大型重型海運公司Dockwise。
截至2018年，Boskalis擁有大約10,700名員工和900艘船。他們在六大洲超過75個國家/地區都有開展業務。

## 歷史

### 2021年蘇伊士運河阻塞事件
2021年3月23日，長榮海運運營的貨櫃船長賜輪在蘇伊士運河擱淺長達6天導致約400艘船舶阻塞，Boskalis派出兩艘拖船和其餘的11艘埃及拖船進行疏浚後解救了400米長的長賜輪。

## 外部連結
- 官方网站